# Eddie Krnčević
Eddie Krnčević (ur. 14 sierpnia 1960 w Geelong) – australijski piłkarz grający na pozycji napastnika. Obecnie trener South Melbourne FC.